# 宇治郡
- 日本 > 近畿地方 > 京都府 > 宇治郡
- 令制国一覧 > 畿内 > 山城国 > 宇治郡

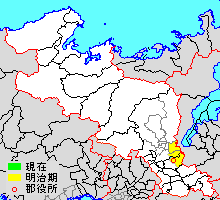
京都府宇治郡の位置（水色：後に他郡から編入した区域）

宇治郡（うじぐん）は、京都府（山城国）にあった郡。

## 郡域
1879年（明治12年）に行政区画として発足した当時の郡域は、以下の区域にあたる。
- 京都市
  - 伏見区の一部（醍醐各町・日野各町・石田各町・小栗栖各町）
  - 山科区の全域
- 宇治市の一部（六地蔵を除く五ヶ庄、菟道、志津川以東）

## 歴史
豊臣秀吉の桜で有名な醍醐寺、浄土真宗の開祖である親鸞が誕生したとされる法界寺、坂上田村麻呂の墓等がある。また、京都府宇治市の東部とは琵琶湖より流れ出る宇治川の右岸地域のこと。このあたりには、禅宗の一派である黄檗宗の大本山、黄檗山万福寺等がある。万福寺は中国風の建築で有名な寺院。開祖は、インゲンマメや茶を日本に持ち込んだとされる隠元隆琦。
『宇治市史』等では、「うじ」とは「うち」を意味するとする。
一方、『山城国風土記』（逸文）では、応神天皇皇子・菟道稚郎子（うじのわきいらつこ）が、この地に宮「菟道宮（うじのみや）」を構えたことが地名の起源となったとする説話を伝える。しかしながら地名としての「莵道」は以前からあったという説もあり、『日本書紀』の垂仁3年3月および仲哀元年閏11月などに「莵道河」（現・宇治川）の記載があることから、「菟道稚郎子」の人名の方が地名を冠したという見方がある。

### 古代

#### 郷
『和名類聚抄』に記される郡内の郷。括弧内は訓読み。
- 大国郷
- 賀美郷
- 岡屋郷（乎加乃也）
- 餘戸郷
- 小野郷（乎乃）
- 山科郷（也末之奈）
- 小栗郷（乎久留須）
- 宇治郷

#### 式内社
『延喜式』神名帳に記される郡内の式内社。
| 神名帳                      | 神名帳               | 神名帳   | 神名帳   | 比定社           | 比定社                           | 比定社 | 集成 |
| 社名                        | 読み                 | 格       | 付記     | 社名             | 所在地                           | 備考   | 集成 |
| --------------------------- | -------------------- | -------- | -------- | ---------------- | -------------------------------- | ------ | ---- |
| 宇治郡 10座（大5座・小5座） |                      |          |          |                  |                                  |        |      |
| 宇治神社 二座               | ウチノ               | 小       | 鍬靫     | 宇治神社         | 京都府宇治市宇治山田             |        |      |
| 宇治神社 二座               | ウチノ               | 小       | 鍬靫     | 宇治上神社       | 京都府宇治市宇治山田             |        |      |
| 日向神社                    | ヒムカヒノ           | 小       |          | 日向大神宮       | 京都府京都市山科区日ノ岡夷谷町   |        |      |
| 許波多神社 三座             | コハタノ             | 並名神大 | 月次新嘗 | （論）許波多神社 | 京都府宇治市五ヶ庄               |        |      |
| 許波多神社 三座             | コハタノ             | 並名神大 | 月次新嘗 | （論）許波多神社 | 京都府宇治市木幡                 |        |      |
| 天穂日命神社                | アマノホヒノミコトノ | 小       |          | 天穂日命神社     | 京都府京都市山科区石田町         |        |      |
| 宇治彼方神社                | ウチクヲチカタノ     | 小       | 鍬靫     | 彼方神社         | 京都府宇治市宇治東内             |        |      |
| 山科神社 二座               | ヤマシナノ           | 並名神大 | 月次新嘗 | 山科神社         | 京都府京都市山科区西野山岩ヶ谷町 |        |      |
| 凡例を表示                  |                      |          |          |                  |                                  |        |      |

### 中世
治承・寿永の乱の宇治川の戦いや、足利尊氏による戦乱が行われた。

### 近世以降の沿革
- 「旧高旧領取調帳」に記載されている明治初年時点での支配は以下の通り。幕府領は代官小堀数馬が管轄。●は寺社領が存在。（3町38村）

| 知行   | 知行                           | 村数     | 村名 |
| ------ | ------------------------------ | -------- | --- |
| 天領   | 皇室領                         | 3町 19村 | 東野村、大宅村、●御陵村、北花山村、上花山村、日岡村、川田村、八軒町、髭茶屋町、挑燈町、行燈町、小山村、椥辻村、音羽村、厨子奥村、上野村、竹ヶ鼻村、大塚村、栗栖野新田、●四宮村、西野山村、三室村、志津川村 |
| 天領   | 門跡領                         | 9村      | 安朱村、●勧修寺村、●小野村、●醍醐村、●日野村、●炭山村、●西笠取村、●東笠取村、●二尾村 |
| 天領   | 幕府領                         | 3村      | 清閑寺村、大八木島、●池尾村 |
| 天領   | 皇室領・門跡領・幕府領         | 1村      | 北小栗栖村 |
| 天領   | 皇室領・門跡領                 | 2村      | 西野村、南小栗栖村 |
| 天領   | 皇室領・公家領・幕府領・女官領 | 1村      | ●五ヶ庄 |
| 天領   | 公家領・幕府領・旗本領         | 1村      | 木幡村 |
| 天領   | 幕府領・門跡領                 | 1村      | 石田村 |
| その他 | 寺社領                         | 1村      | 大鳳寺村 |

- 慶応4年
  - 2月19日（1868年3月12日） - 京都裁判所の管轄となる。
  - 閏4月25日（1868年6月15日） - 京都府の管轄となる。
- 明治初年 - 挑燈町が髭茶屋町に合併。（2町38村）
- 明治2年（1869年） - 清閑寺村の全域が当郡所属となる。
- 明治5年（1872年） - 栗栖野新田が改称して栗栖野村となる。
- 明治8年（1875年） - 三室村・大鳳寺村が合併して菟道村となる。（2町37村）
- 明治9年（1876年） - 大八木島が五ヶ庄に合併。（2町36村）

- 明治12年（1879年）
  - 4月10日

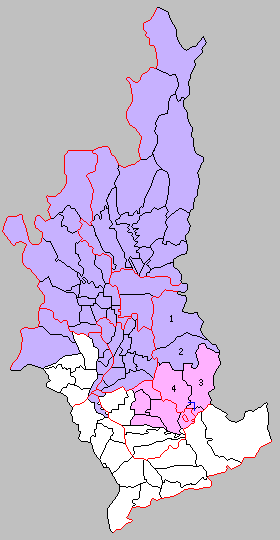
1.山科村 2.醍醐村 3.笠取村 4.宇治村（紫：京都市 桃：宇治市）

    - 郡区町村編制法の京都府での施行により、行政区画としての宇治郡が発足。「宇治久世郡役所」が久世郡宇治郷に設置され、同郡とともに管轄。
    - 清閑寺村が愛宕郡の所属となる。（2町35村）

  - 5月7日 - 単独の郡役所が菟道村に設置[要出典]。
  - 5月11日 - 単独の郡役所が醍醐村に設置[9]。

### 町村制以降の沿革
- 明治22年（1889年）4月1日 - 町村制の施行により、以下の各村が発足。（4村）
  - 山科村 ← 安朱村、上野村、御陵村、日岡村、厨子奥村、竹鼻村、四宮村、髭茶屋町、八軒町、小山村、音羽村、大塚村、西野村、東野村、北花山村、大宅村、椥辻村、上花山村、川田村、勧修寺村、西野山村、栗栖野村、小野村（現・京都市山科区）
  - 醍醐村 ← 醍醐村、北小栗栖村、南小栗栖村、日野村、石田村（現・京都市伏見区）
  - 笠取村 ← 東笠取村、西笠取村、炭山村、二尾村、池尾村（現・宇治市）
  - 宇治村 ← 五ヶ庄村、木幡村、菟道村、志津川村、紀伊郡六地蔵村［山科川以東］（現・宇治市）
- 明治32年（1899年）7月1日 - 郡制を施行。
- 大正12年（1923年）4月1日 - 郡会が廃止。郡役所は存続。
- 大正15年（1926年）
  - 7月1日 - 郡役所が廃止。以降は地域区分名称となる。
  - 10月16日 - 山科村が町制施行して山科町となる。（1町3村）
- 昭和6年（1931年）4月1日
  - 山科町が京都市に編入。東山区の一部となる。
  - 醍醐村が京都市に編入。同日発足した伏見区の一部となる。（2村）
- 昭和17年（1942年）
  - 4月1日 - 笠取村・宇治村が合併して東宇治町が発足。（1町）
  - 7月1日 - 「宇治地方事務所」が久世郡宇治町に設置され、久世郡とともに管轄。
- 昭和26年（1951年）3月1日 - 東宇治町が久世郡宇治町・槇島村・小倉村・大久保村と合併して宇治市が発足。同日宇治郡消滅。

#### 変遷表
| 明治22年4月1日  | 明治22年 - 大正15年     | 昭和1年 - 昭和19年               | 昭和20年 - 昭和29年   | 昭和30年 - 昭和64年                           | 平成1年 - 現在 | 現在   |
| --------------- | ----------------------- | -------------------------------- | --------------------- | --------------------------------------------- | -------------- | ------ |
| 宇治村          | 宇治村                  | 昭和17年4月1日 東宇治町          | 昭和26年3月1日 宇治市 | 宇治市                                        | 宇治市         | 宇治市 |
| 笠取村          | 笠取村                  | 昭和17年4月1日 東宇治町          | 昭和26年3月1日 宇治市 | 宇治市                                        | 宇治市         | 宇治市 |
| 久世郡 宇治町   | 久世郡 宇治町           | 久世郡 宇治町                    | 昭和26年3月1日 宇治市 | 宇治市                                        | 宇治市         | 宇治市 |
| 久世郡 槇島村   | 久世郡 槇島村           | 久世郡 槇島村                    | 昭和26年3月1日 宇治市 | 宇治市                                        | 宇治市         | 宇治市 |
| 久世郡 小倉村   | 久世郡 小倉村           | 久世郡 小倉村                    | 昭和26年3月1日 宇治市 | 宇治市                                        | 宇治市         | 宇治市 |
| 久世郡 大久保村 | 久世郡 大久保村         | 久世郡 大久保村                  | 昭和26年3月1日 宇治市 | 宇治市                                        | 宇治市         | 宇治市 |
| 醍醐村          | 醍醐村                  | 昭和6年4月1日 京都市に編入       | 京都市 伏見区         | 京都市 伏見区                                 | 京都市 伏見区  | 京都市 |
| 山科村          | 大正15年10月16日 山科町 | 昭和6年4月1日 京都市東山区に編入 | 京都市 東山区         | 昭和51年10月1日 京都市東山区より 山科区を分区 | 京都市 山科区  | 京都市 |

## 宇治郷

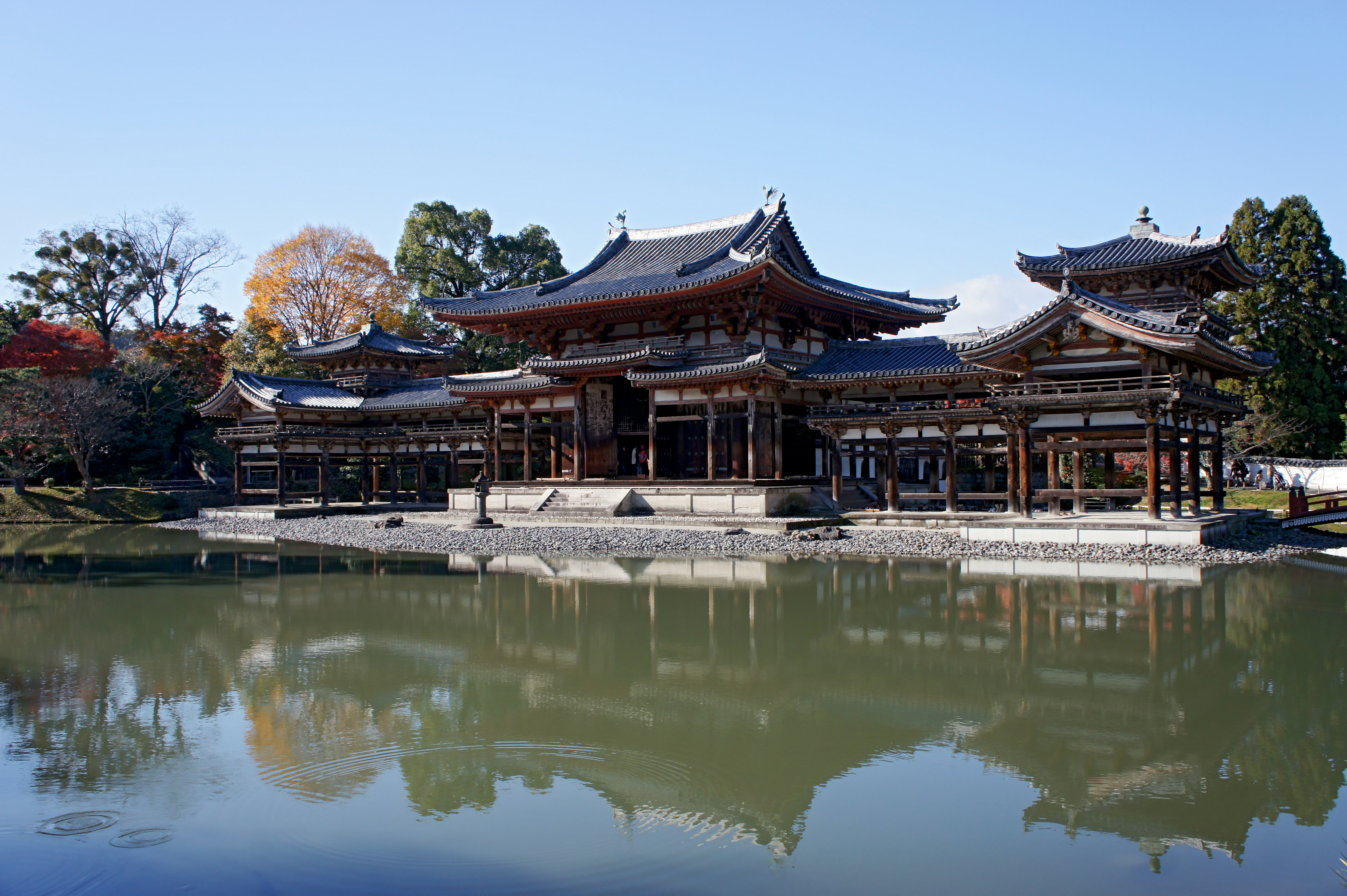
平等院は久世郡側に位置する

宇治郷は宇治郡8郷のひとつであるとともに久世郡12郷のひとつでもあり、宇治川を挟んで久世郡（左岸）と宇治郡（右岸）にまたがる。もとは宇治神社・宇治上神社が鎮座する宇治郡側が宇治郷の中心であったとされるが、889年（寛平元年）に源融の別業（のちの平等院）が久世郡側に営まれたことを契機に、宇治郷の中心は久世郡側に移った。
1889年（明治22年）の町村制施行により、久世郡宇治町と宇治郡宇治村が発足。1942年（昭和17年）に宇治郡宇治村・笠取村の合併により東宇治町が発足。1951年（昭和26年）に久世郡宇治町・槇島村・小倉村・大久保村・宇治郡東宇治町の合併により宇治市が発足。宇治・久世両郡の宇治郷はいずれも宇治市域に含まれている。

## 行政
歴代郡長
| 代 | 氏名       | 就任年月日                 | 退任年月日                 | 備考                                              |
| -- | ---------- | -------------------------- | -------------------------- | ------------------------------------------------- |
| 1  | 長村保固   | 明治12年（1879年）3月14日  | 明治12年（1879年）5月11日  | 久世郡長による兼務                                |
| 2  | 小原正壽   | 明治12年（1879年）5月11日  | 明治15年（1882年）2月      | 辞職                                              |
| 3  | 山田親良   | 明治15年（1882年）2月14日  | 明治19年（1886年）         |                                                   |
| 4  | 荒井公木   | 明治19年（1886年）10月8日  | 明治25年（1892年）12月27日 | これより奏任官となる 紀伊郡長による兼任のち免兼官 |
| 5  | 伴時彦     | 明治25年（1892年）12月27日 | 明治26年（1893年）7月5日   | 久世郡長による兼任のち免兼官                      |
| 6  | 河田景雄   | 明治26年（1893年）7月5日   | 明治27年（1894年）4月14日  | 在任中に死去                                      |
| 7  | 北原保重   | 明治27年（1894年）4月20日  | 明治31年（1898年）2月28日  | 神奈川県高座郡長へ転任                            |
| 8  | 荒川真造   | 明治31年（1898年）2月28日  | 明治32年（1899年）9月13日  | 綴喜郡長へ転任                                    |
| 9  | 北本雄     | 明治32年（1899年）9月13日  | 明治38年（1905年）7月13日  | 久世郡長へ転任                                    |
| 10 | 丸野新八郎 | 明治38年（1905年）7月13日  | 大正2年（1913年）6月28日   | 文官分限令第11条第1項第4号により休職を命ぜられる  |
| 11 | 前田宇治郎 | 大正2年（1913年）6月28日   | 大正6年（1917年）1月17日   | 何鹿郡長へ転任                                    |
| 12 | 林田民次郎 | 大正6年（1917年）1月17日   | 大正7年（1918年）1月12日   | 愛宕郡長へ転任                                    |
| 13 | 栗山透     | 大正7年（1918年）1月12日   | 大正10年（1921年）2月9日   | 文官分限令第11条第1項第4号により休職を命ぜられる  |
| 14 | 筒井正克   | 大正10年（1921年）2月9日   | 大正12年（1923年）9月17日  | 葛野郡長へ転任                                    |
| 15 | 堤平治郎   | 大正12年（1923年）9月17日  | 大正15年（1926年）6月30日  | 郡役所廃止により、廃官 宇治郡山科村長に就任       |